# نانتیکوک ایکرز (مریلند)
نانتیکوک ایکرز (به انگلیسی: Nanticoke Acres) یک منطقهٔ مسکونی در ایالات متحده آمریکا است که در Wicomico County واقع شده‌است. نانتیکوک ایکرز ۱۰۳ نفر جمعیت دارد و ۰٫۹۱ متر بالاتر از سطح دریا واقع شده‌است.